# Iso Ruokjärvi
Iso Ruokjärvi är en sjö i kommunen Lojo i landskapet Nyland i Finland. Sjön ligger 61,6 meter över havet. Den är 5,55 meter djup. Arean är 57 hektar och strandlinjen är 7,34 kilometer lång. Sjön  ingår i Karisåns huvudavrinningsområde.   Den ligger omkring 66 km väster om Helsingfors. 
Iso Ruokjärvi ligger väster om Valkjärvi. 